# Île de Touzla
Pour les articles homonymes, voir Tuzla (homonymie).
L'île de Touzla ou île de Tuzla (en russe et ukrainien : Тузла, en tatar de Crimée : Tuzla « salée ») se trouve au milieu du détroit de Kertch, entre à l'ouest la péninsule de Kertch (Crimée) et à l'est la péninsule de Taman (Krasnodar).

## Géographie
L'île de Touzla est un banc de sable de 7 km pour 600 m de large, qui faisait jusqu'en 1925 partie d'un cordon littoral de la péninsule de Taman, scindé cette année-là par de fortes tempêtes.

## Histoire
Lors du rattachement de la Crimée à l'Ukraine par Khrouchtchev, en 1954, l'île a été oubliée par les responsables soviétiques et ne figure dans aucun document. Elle ne fut administrativement rattachée à l'Ukraine qu'au début des années 1970.
En 1993-1995, l'île de Tuzla a accueilli les manifestations littéraires et artistiques du Forum de Bospor sur culture contemporain, avec la participation d'auteurs connus comme Vassili Axionov, Ivan Jdanov, Fazil Iskander, Timur Kibirov, Dmitry Kuzmin, Alexeï Parshtshikov, Andreï Polyakov, Lev Rubinstein, Evgeny Sabourov, Igor Sid, Vladimir Voïnovitch.
Fréquentée par des touristes en été, elle n'est habitée en permanence que par une cinquantaine de familles de pêcheurs. Des gardes frontières russes y ont été installés de 2003 à 2015, pour empêcher l'Ukraine, qui revendiquait l'île, d'y débarquer les siens. En octobre 2003, la Russie venait de construire une digue avec une route sur le cordon littoral reliant ainsi la péninsule de Taman à l'île de Touzla. C'est alors que l'Ukraine a présenté ses revendications, car qui contrôle l'île contrôle le trafic maritime dans le détroit de Kertch. La faible profondeur du détroit (moins de 8 mètres en moyenne) fait que la zone navigable par les navires se trouve du côté alors ukrainien : c'est le chenal Kertch-Enikal, dans la zone portuaire de Kertch. Un accord est intervenu par la suite sur l'utilisation conjointe du détroit et sur le statut de la mer d'Azov, mais un désaccord a persisté concernant l'île de Touzla[réf. nécessaire].
En 2014, lors du traité d'annexion de la République de Crimée à la Russie, l'île de Touzla est rattachée au kraï de Krasnodar. Mais comme la Crimée, l'Île de Touzla reste revendiquée par l'Ukraine.
En février 2016, démarre la construction du pont du détroit de Kertch qui traverse l’île pour relier la péninsule de Kertch (République de Crimée) à l'ouest et la péninsule de Taman (Kraï de Krasnodar) à l'est. La partie routière du pont a été inaugurée le 15 mai 2018 par Vladimir Poutine. La mise en service de la section ferroviaire a eu lieu fin 2019.

## Galerie

Carte du pont du détroit de Kertch avec son passage sur l'île de Touzla.
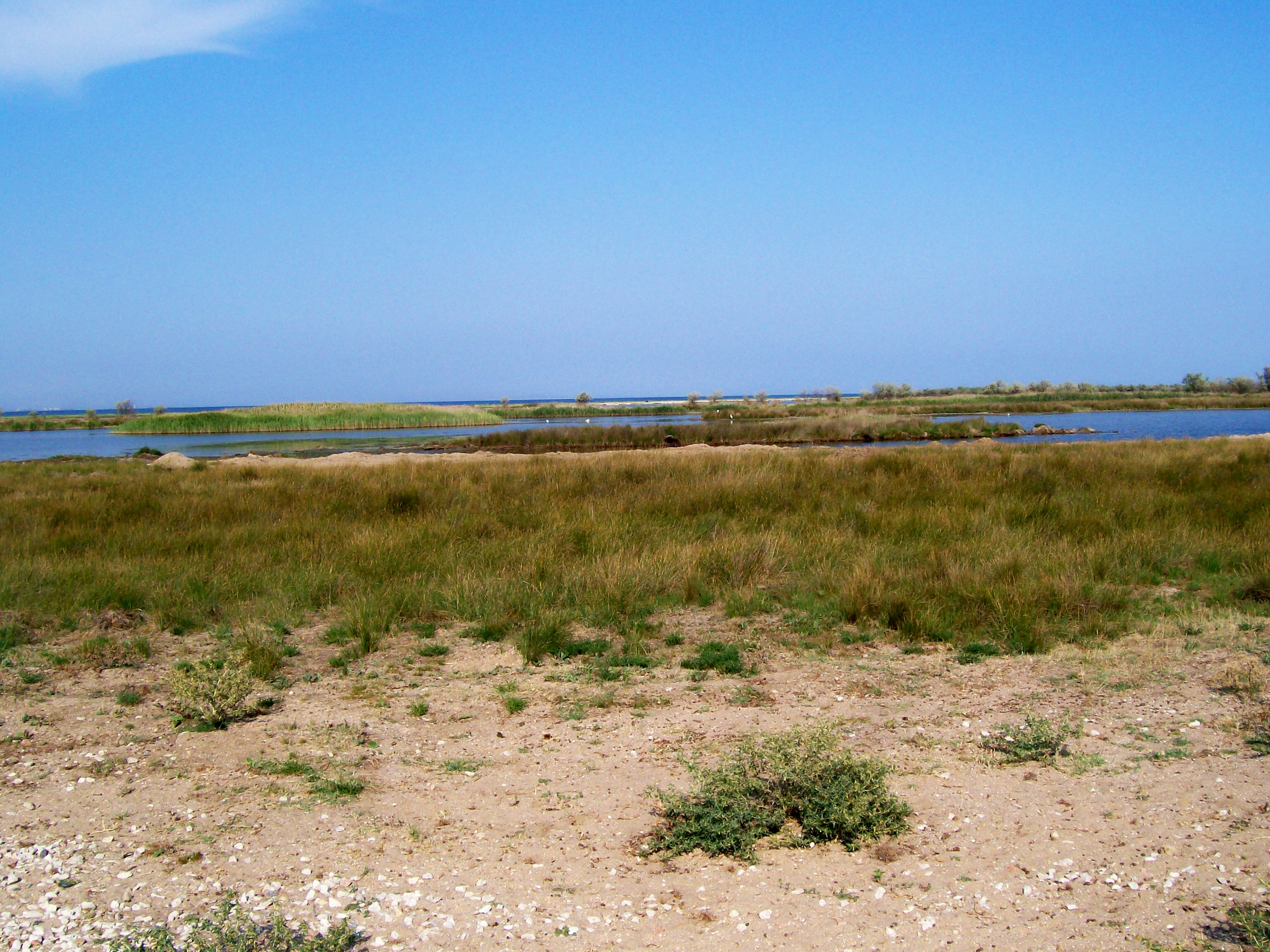
Paysage de l'île de Touzla.
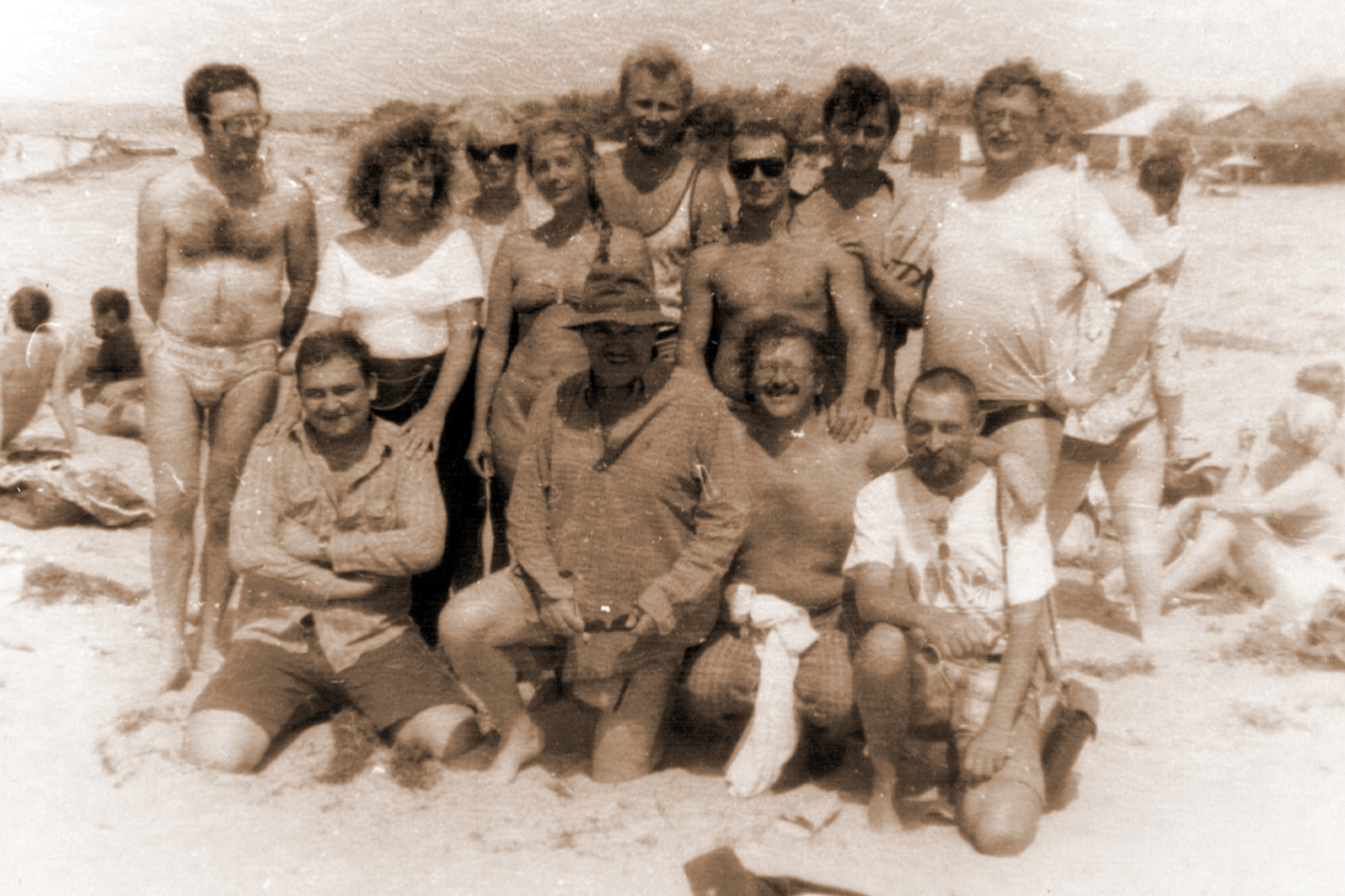
L'écrivain russe Vassili Axionov (au centre, avec un chapeau) avec les autres participants du Forum de Bospor sur la culture contemporaine et du camp d'été des amateurs de fiction. Île de Touzla, juillet 1994.